# Oreva Super
Oreva Super es un coche eléctrico de bajo costo producido por el Grupo de Ajanta. Su precio se sitúa sobre las 100.000 INR o 2.050 USD.

## Características
- Plazas: 2 adultos y 2 niños
- Potencia del motor: 3000 Watt, 48V AC
- Tiempo de recarga: 8-10 horas
- Autonomía: 100 km.
- Dimensiones: 300 x 150 x 155
- Velocidad: 50 km/h